# St. Kilian (Herbolzheim)

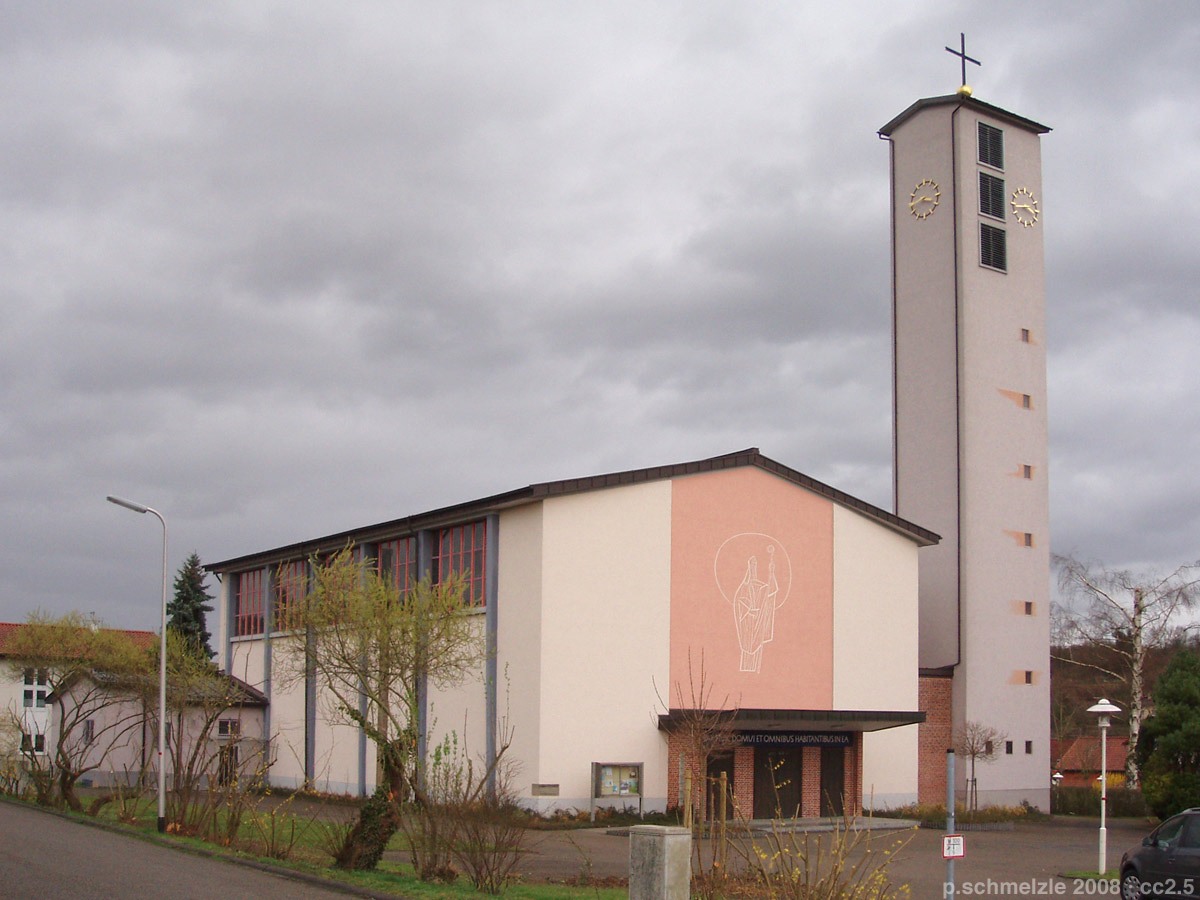
St. Kilian in Herbolzheim

Die katholische Kirche St. Kilian in Herbolzheim, einem Ortsteil der Gemeinde Neudenau im Landkreis Heilbronn im nördlichen Baden-Württemberg, wurde 1958/59 erbaut. Sie ersetzte die zu klein gewordene Alte Kilianskirche in der Herbolzheimer Ortsmitte.

## Geschichte
Durch die einstige Zugehörigkeit zu Kurmainz war Herbolzheim während der Reformation katholisch geblieben. Am Ort bestanden mehrere urkundlich oder durch Grabungsfunde bezeugte historische Kirchen, die noch auf das hohe Mittelalter zurückreichen, darunter die Kirche St. Wendelin auf dem Friedhof am gegenüber dem Ort liegenden Jagstufer. Die baufällige Wendelinskirche hat man 1770 durch einen Kirchenneubau in der Ortsmitte ersetzt. Die Alte Kilianskirche in der Ortsmitte war dann bis in die Mitte des 20. Jahrhunderts die Hauptkirche des Ortes. Als nach dem Zweiten Weltkrieg zahlreiche Heimatvertriebene, hauptsächlich aus Ungarn und dem Sudetenland, nach Herbolzheim kamen, wuchs die katholische Gemeinde des Ortes von etwa 650 auf über 1100 Personen an. Die alte Kilianskirche konnte die große Zahl der Gläubigen nicht mehr fassen, so dass man 1954 drei Grundstücke bei der alten Kirche für eine bauliche Erweiterung erwarb und mit dem Sammeln von Geldmitteln für den Umbau begann.
Die Erweiterung der alten Kilianskirche blieb über mehrere Jahre umstritten und führte schließlich auch zur Niederlegung des Pfarramtes durch Pfarrer Hock, der die Kirchenerweiterung längere Zeit vorangetrieben hatte. Unter seinem Nachfolger, Pfarrer Braun, erwarb die Gemeinde schließlich 1957 ein anderes Grundstück am westlichen Jagstufer, auf dem man am 28. März 1958 den ersten Spatenstich für die heutige Kilianskirche tätigte. Am Pfingstmontag, dem 26. Mai 1958, fand die feierliche Grundsteinlegung durch den damaligen Mosbacher Dekan, Joseph Krämer, statt. Am 18. Oktober 1958 konnte das Richtfest gefeiert werden. Die Kirche wurde am 12. Juli 1959 geweiht. Die alte Kilianskirche hat man danach als Veranstaltungsgebäude Bernhardusheim genutzt.